# ベストマザー賞
ベストマザー賞（ベストマザーしょう）は、一般社団法人日本マザーズ協会が主催運営する賞であり、2008年より開催されている。

## 概要
「ママたちの憧れや目標となるベストマザー」、子育て支援、母親支援の啓発活動の一環として開催される。野田聖子を会長とする内閣府認証NPO法人・ひまわりの会を主催とした日本マザーズ・デイ委員会（のちに日本マザーズ協会へ改称）から、2008年2月19日、第1回ベストマザー賞が催され、以来毎年同賞贈賞式が執り行われている（2020年は休止）。第3回（2010年）までは、個人賞のほかに団体や企業も表彰されていた。

### 投票
投票は、一般社団法人日本マザーズ協会
が主催する子育て応援・ママ応援のイベント・様々な参加イベントにて投票活動を実施している。その他協会公式サイト、連携・消費者団体、全国健康保険組合より配布する育児専門誌会員へのアンケート、SNS、子育てウェブサイト、ネットリサーチ など、多数の入口にて行われる。またそれら各種投票を分類集計し、その得票結果のみで選出表彰する。全ての票は、自然想起による全国の母親からの投票である。

## 批判・不祥事
2014年、日本マザーズ協会会長が妻を殴打し骨折させた容疑で逮捕。懲役2年、執行猶予4年の判決が言い渡され、会長職を退いた。
また過去の受賞者のなかには、芸能人や政治家などの著名人が多いことから、不倫、不祥事などのスキャンダルにてマスメディアを通じ世間をざわつかせることも度々起こり、その度に「ベストマザーとしてあるまじき行動である」などと同賞受賞の栄光を不名誉に吊るし上られることがある。その他、受賞後に離婚する母親も少なくない
ことから、｢受賞すると不吉なことが起こる」との噂も囁かれ、インターネット上では「ベストマザーの呪い」というジンクスも生まれ、週刊誌がネタで取り上げることがある。これに対して、自身も受賞経験のある三浦瑠麗は、「離婚したらベストマザーじゃなくなるの？逆にシングルマザーで一生懸命子どもを育てたら、ベストマザーじゃないですか。なぜ身持ちがいいことがベストマザーの条件なのかが意味が分からない」と反論している。
さらに、「（世間が客観的なイメージとして捉える）ベストマザーと、実際に子供にとって良き母親であるかどうかは異なる」
との意見や、｢父親も積極的に家事・子育てへ参画することが当然とされる時代に、『ベストマザー』の概念そのものがもはや時代遅れなのではないか？」などの批判も寄せられる。

## 受賞者
第1回：2008年
- 小渕優子（政治部門）
- 勝間和代（経済部門）
- 栗原はるみ（文化部門）
- 黒木瞳（芸能部門）
- 坂東眞理子（学術部門）

第2回：2009年
- 今井絵理子（音楽部門）
- 黒田知永子（文化部門）
- 佐々木かをり（経済部門）
- 俵万智（学術部門）
- 安田成美（芸能部門）

第3回：2010年
- 江角マキコ（芸能部門）
- 久保純子（文化部門）
- 小谷実可子（スポーツ部門）
- 森高千里（音楽部門）
- 蓮舫（政治部門）

第4回：2011年
- 石田ひかり（芸能部門）
- 今井美樹（音楽部門）
- 清原亜希（文化部門）
- 山本愛（スポーツ部門）

第5回：2012年
- 岡崎朋美（スポーツ部門）
- 土屋アンナ（音楽部門）
- 冨永愛（文化部門）
- 渡辺満里奈（芸能部門）

第6回：2013年
- 赤羽有紀子（スポーツ部門）
- 西原理恵子（文芸部門）
- 辻希美（文化部門）
- 長谷川京子（芸能部門）
- hitomi（音楽部門）

第7回：2014年
- 内田恭子（文化部門）
- 小倉優子（芸能部門）
- 小室淑恵（経済部門）
- 北斗晶（スポーツ部門）

第8回：2015年
- 小笠原歩（スポーツ部門）
- 高島彩（文化部門）
- 高野優（文芸部門）
- 永作博美（芸能部門）
- 渡瀬マキ（音楽部門）

第9回：2016年
- 浅尾美和（スポーツ部門）
- 滝沢眞規子（文化部門）
- 友利新（経済部門）
- 藤本美貴（芸能部門）
- 湊かなえ（文芸部門）

第10回：2017年
- 荒川静香（スポーツ部門）
- 木村佳乃（芸能部門）
- 後藤真希（音楽部門）
- 近藤麻理恵（経済部門）
- 佐田真由美（文化部門）

第11回：2018年
- 安倍なつみ（音楽部門）
- 大島美幸（芸能部門）
- 杉山愛（スポーツ部門）
- 経沢香保子（経済部門）
- 和田明日香（文化部門）

第12回：2019年
- 吉瀬美智子（芸能部門）
- 小脇美里（経済部門）
- 辻村深月（文芸部門）
- 松本薫（スポーツ部門）
- 梨花（文化部門）

第13回：2021年
- 蛯原友里（文化部門）
- 潮田玲子（スポーツ部門）
- 篠田麻里子（芸能部門）
- タサン志麻（特別部門）
- 蜷川実花（芸術部門）
- 三浦瑠麗（政治部門）

第14回：2022年
- 荒木絵里香（スポーツ部門）
- 金子恵美（政治部門）
- 近藤千尋（文化部門）
- 鈴木亜美（音楽部門）
- 広末涼子（芸能部門）

第15回：2023年
- AI（音楽部門）
- 登坂絵莉（スポーツ部門）
- 仲間由紀恵（芸能部門）
- 丸田佳奈（社会経済部門）
- ヨンア（文化部門）
- 綿矢りさ（文芸部門）

第16回：2024年
- 川田裕美（文化部門）
- peco（芸能部門）
- BENI（音楽部門）
- 丸山桂里奈（スポーツ部門）
- 優木まおみ（社会経済部門）

第17回：2025年
- 鷲見玲奈（文化部門）
- 高橋礼華（スポーツ部門）
- Dream Ami（音楽部門）
- 森泉（芸能部門）
- 山崎ナオコーラ（文芸部門）

## 受賞団体・企業
第1回：2008年
- 福岡県、さいたま市、世田谷区（東京都）、ジョンソン・エンド・ジョンソン、日本電気、カスミ、財団法人水産物市場改善協会

第2回：2009年
- NTTデータ、テンプスタッフ

第3回：2010年
- 日立製作所、文京区